# Werteryzm
Werteryzm – model postawy bohatera literackiego, utrwalony w literaturze końca XVIII wieku i w pierwszej ćwierci XIX wieku, za sprawą powieści Johanna Wolfganga von Goethego Cierpienia młodego Wertera.
Bohatera werterycznego cechowały: wybujała wyobraźnia, uczuciowość, brak zdecydowanego działania, dążenie do samozagłady, widzenie świata przez pryzmat marzeń i poezji, niezgoda na  konwencje obyczajowe i normy moralne, której towarzyszy pesymistyczne poczucie bezcelowości życia. Wyraża się to w tak zwanym Weltschmerz, kulminującym się najczęściej w geście samobójczym. Utwór Goethego oddziaływał na ukształtowanie się swoistego stylu życia. Wśród młodzieży romantycznej zapanowała moda na ubiór werterowski, czyli żółtą kamizelkę i niebieski frak. Wiele osób, które przyjęły w życiu postawę werteryczną, tak jak główny bohater powieści Goethego, popełniło samobójstwo.
W 1822 Kazimierz Brodziński przełożył Cierpienia młodego Wertera na język polski. W literaturze polskiej werteryzm był obecny m.in. w powieściach sentymentalnych Julia i Adolf, czyli nadzwyczajna miłość dwojga kochanków Ludwika Kropińskiego (powst. 1810) i Nierozsądne śluby. Listy dwojga kochanków na brzegach Wisły mieszkających Feliksa Bernatowicza (1820) oraz w postaci Gustawa z Dziadów części IV Adama Mickiewicza.